# 金文泰 (新加坡)
金文泰，或称金文泰新镇（英語：Clementi New Town），是位于新加坡西南部的一个住宅区。
金文泰的毗邻地带为西部的武吉巴督新镇与裕廊新镇，东部女皇镇新镇以及北部的武吉知马。

## 名字由来
金文泰的名字是取自金文泰路。金文泰路原先是叫作「兀科勿打利律」（Reformatory Road——意譯「小童监房路」），这是因为附近有一所儿童收容所（當時称「小童监房」）。1947年间乡村局（Singapore Rural Board）建议改名，原先的计划是以克利福而命名，但最终告吹；最后改名为金文泰路，是为海峡殖民地总督金文泰而命名。

## 环境
金文泰位于新加坡本岛西部，镇内建有数个公园以供镇民休闲。
金文泰亦有本地面积第二大的“次森林”——“金文泰森林”，此森林常被当地居民视为如“仙境”一般的“秘境”。但森林探险过程并不简单；据报道，有两位探险者花了一小时，徒步三公里才完成整个路程，但这也仅是森林内的部分路段。

## 政治
金文泰在1984年大选之前为单选区。该镇现在分为三块，并分别隶属于西海岸集选区，裕廊集选区和荷兰-武吉知马集选区。
西海岸集选区由贸工部长林勋强领导。该选区在1997年大选中第一次面对反对党工人党的挑战。此后，人民行动党在2001年和2006年的大选当中都因时无对手而自动当选。
在2011年大选中，由林勋强、易華仁、邝臻、黄循财和胡美霞五名成员组成的西海岸集选区人民行动党竞选团队面临由肯尼思·惹耶勒南领导的新加坡革新黨的竞争。
2015年大选前夕的选区划分将金文泰纳入裕廊集选区。人民行动党裕廊集选区竞选团队在那场选举中赢得79.28％的选票。 行动党党员陈有明博士在2015年大选中获胜后，当选金文泰议员。
目前，西海岸市镇会办公室虽仍位于金文泰广场内，但办公室实际上仅用于服务杜弗、潘丹花园、德曼花园和西海岸的居民。

## 市镇介绍
1975年开始，新加坡建屋发展局开发了金文泰的住宅区，之前的金文泰是一片军营与甘榜。今日的金文泰住宅区被划分成7个邻里。

### 主要设施

#### 交通
- 地铁站
- {金文泰巴士转换站}

#### 多功能项目
- 金文泰广场（一个结合公共住宅，商场，金文泰巴士转换站与金文泰公共图书馆的综合发展项目）。2012年荣获国际著名FIABCI Prix d'Excellence奖（亚军）。[10]

#### 体育
- 金文泰体育场

#### 教育
- 南华小学、南华中学、義安理工學院、新加坡理工学院、新加坡新躍社科大學、新加坡国立大学、新加坡日本人学校、锦明小学、锦文中学

#### 治安
- 金文泰警局（英语：Clementi_Police_Division）

#### 市场
- 四个邻里中心（金文泰2道购物中心、金文泰12街邻里中心、西海岸通道邻里中心、金文泰西2街邻里中心)。[11]

#### 庙宇/寺院
- 新加坡佛教青年弘法团
- 慈义堂将军庙
- 安濟聖王廟
- 五台山佛公寺